# Kantabrien-Rundfahrt
Die Kantabrien-Rundfahrt (span. Vuelta a Cantabria) ist ein mehrtägiges Straßenradrennen, das jährlich in der Region Kantabrien, Spanien, stattfindet. Das 1925 gegründete Rennen wurde auch 1926, 1940 und 1942 ausgetragen. Zwischen 1963 und 1970 war es für Amateure reserviert. 1971 bis 1990 wurde es für Profi-Sportler veranstaltet. Von 1991 bis 2003 wurden keine Rennen ausgetragen. Seit 2004 wird es jährlich für Elite/U23 Radrennfahrer veranstaltet.

## Ergebnisse
| Jahr      | Gewinner                      | Zweiter                        | Dritter                      |
| --------- | ----------------------------- | ------------------------------ | ---------------------------- |
| 1925      | Teodoro Monteys               | Miguel Mucio                   | Juan de Juan                 |
| 1926      | Mariano Cañardo               | Juan de Juan                   | Victorino Otero              |
| 1927–1939 | Keine Austragung              | Keine Austragung               | Keine Austragung             |
| 1940      | Fermín Trueba                 | Antonio Andrés Sancho          | Delio Rodríguez              |
| 1941      | Keine Austragung              | Keine Austragung               | Keine Austragung             |
| 1942      | Delio Rodríguez               |                                |                              |
| 1943      | Keine Austragung              | Keine Austragung               | Keine Austragung             |
| 1944      | Martín Mancisidor             | Julián Berrendero              | Miguel Casas                 |
| 1945–1962 | Keine Austragung              | Keine Austragung               | Keine Austragung             |
| 1963      | Saturnino López               | Francisco Redondo              | Andrés Gandarias             |
| 1964      | Gregorio San Miguel           | Guillermo Fernández            | Carlos Rodrigues             |
| 1965      | Domingo Perurena              | José Ignacio Ascasibar         | Saturnino López              |
| 1966      | José Albelda Tormo            | Luis Balagué                   | José Ramón Gomineche         |
| 1967      | Ramón Pagès                   | José Ignacio Ascasibar         | Pierre Bellemans             |
| 1968      | Francisco Galdós              | Santiago Lazcano               | Manuel Antonio García        |
| 1969      | Santiago Lazcano              | Francisco Galdós               | Enrique Sahagún              |
| 1970      | Andrés Oliva                  | José Casas                     | Daniel Varela                |
| 1971      | Gonzalo Aja                   | Andrés Oliva                   | Joaquín Galera               |
| 1972      | José Antonio González Linares | Francisco Galdós               | Domingo Perurena             |
| 1973      | Jesús Manzaneque              | Luis Ocaña                     | Miguel María Lasa            |
| 1974      | Antonio Vallori               | Joaquím Pérez                  | Juan Zurano                  |
| 1975      | Andrés Gandarias              | José Casas                     | Pedro Torres Cruces          |
| 1976      | Francisco Galdós              | Santiago Lozano                | Pedro Torres Cruces          |
| 1977      | Francisco Galdós              | Enrique Cima                   | Pedro Torres Cruces          |
| 1978      | Vicente Belda                 | Pedro Torres Cruces            | Manuel Esparza               |
| 1979      | Salvador Jarque               | Pedro Torres Cruces            | Faustino Fernández           |
| 1980      | Eulalio García                | Pedro Torres Cruces            | Klaus-Peter Thaler           |
| 1981      | Manuel Esparza                | Eulalio García                 | José Luis López Cerrón       |
| 1982      | Marino Lejarreta              | Antonio Coll                   | Guillermo de la Peña         |
| 1983      | José Luis Laguna              | Enrique Aja                    | Bernardo Alfonsel            |
| 1985      | Reimund Dietzen               | Jesús Rodríguez Magro          | Jesús Blanco Villar          |
| 1986      | Reimund Dietzen               | Federico Echave                | Manuel Carrera               |
| 1987      | Jesús Blanco Villar           | Francisco Antequera            | Javier Lukin                 |
| 1988      | Mariano Sánchez               | José Recio                     | Dimitri Zhdanov              |
| 1989      | Keine Austragung              | Keine Austragung               | Keine Austragung             |
| 1990      | Peter Hilse                   | José Recio                     | Fernando Martínez de Guereñu |
| 1991–2002 | Keine Austragung              | Keine Austragung               | Keine Austragung             |
| 2003      | Pedro Luis Marichalar         | Jesús Javier Ramírez           | Javier Ruiz                  |
| 2004      | Antonio López                 | Iker Leonet                    | Alberto Losada               |
| 2005      | Mikel Elgezabal               | Miguel Ángel Candil            | Manuel Jesús Jiménez         |
| 2006      | Francisco Gutiérrez Álvarez   | Óscar Pujol                    | David Gutiérrez Gutiérrez    |
| 2007      | Keine Austragung              | Keine Austragung               | Keine Austragung             |
| 2008      | Ibon Zugasti                  | Gorka Amuriza                  | David Gutiérrez Gutiérrez    |
| 2009      | Arkimedes Arguelyes           | Oriol Colome                   | Ibon Zugasti                 |
| 2010      | Mauricio Muller               | Peter Van Dijk                 | Vicente García               |
| 2011      | José Belda                    | Borja Abásolo                  | José Manuel Gutiérrez        |
| 2012      | Arkaitz Durán                 | Josep Betalu                   | Quentin Pacher               |
| 2013      | Antonio Pedrero               | Daniel López                   | David Francisco Delgado      |
| 2014      | Imanol Estévez                | Juan Ignacio Pérez             | Jean-Luc Delpech             |
| 2015      | Jaime Rosón                   | José Manuel Díaz Gallego       | Jorge Arcas                  |
| 2016      | Elías Tello                   | Josu Zabala                    | Sergio Míguez                |
| 2017      | Christofer Jurado             | Jason Huertas                  | Cyril Barthe                 |
| 2018      | Óscar González Brea           | Antonio Angulo                 | Jefferson Cepeda             |
| 2019      | Francisco Galván              | Josu Etxebarria                | Daniel Mellado               |
| 2020      | Xabier Berasategi             | Pelayo Sánchez                 | Javier Romo                  |
| 2021      | Vinicius Rangel               | Unai Iribar                    | Vicente Hernáiz              |
| 2022      | Marcel Camprubi               | Julen Arriolabengoa Beitia     | Abel Balderstone Roumens     |
| 2023      | Daniel Cavia Sanz             | Guillermo Thomas Silva Coussan | Alberto Alvarez Campos       |